# Herdbrücke
Die Herdbrücke ist eine der beiden Straßenbrücken, die das Stadtzentrum des in Baden-Württemberg gelegenen Ulm über die die Landesgrenze bildende Donau hinweg mit dem in Bayern gelegenen Neu-Ulm verbinden. Sie steht im Süden der Ulmer Altstadt im Zuge der Donaustraße und der Neu-Ulmer Marienstraße.

## Beschreibung
Die Herdbrücke ist eine der ersten nach dem Zweiten Weltkrieg in Deutschland errichteten Spannbetonbrücken. Die etwa 62 m lange und 16 m breite Brücke überspannt die Donau mit einem einzigen, rund 55 m weiten Bogen. Ihre Fahrbahnplatte aus Stahlbeton stützt sich auf drei parallel angeordnete gevoutete Hohlkastenträger aus Spannbeton, die der Brücke das bogenförmige Aussehen verleihen.

## Geschichte

### Erste Brücken
Nach den meisten Quellen wird eine Donaubrücke in Ulm erstmals 1240 urkundlich erwähnt. Wahrscheinlich stand sie etwas flussabwärts von der heutigen Brücke in der Nähe des späteren Spitalturms. Eine noch frühere Erwähnung findet sich in der von Abt Gerlach von Mühlhausen (1165–ca.: 1222) 1187 begonnenen Fortsetzung der Chronik des Vinzenz von Prag, wo zum Jahre 1174 erwähnt wird:  Est ibi pons per predictum flumen ... (Es gibt dort eine Brücke über den erwähnten Fluss ...) Der genaue Ort dieser Brücke ist nicht mehr feststellbar, auch nicht, ob er mit dem Ort der 1240 erwähnten Brücke übereinstimmte.
Der Name Hertprugg wird 1349 urkundlich erwähnt. Er bezeichnet die Brücke, auf der Ulmer Viehhirten ihre Herden auf die Weiden am anderen Ufer trieben. Die Schedelsche Weltchronik von 1493 enthält eine Ansicht Ulms mit einer hölzernen, auf zwei Pfeilern stehenden Brücke, die in das Herdbrucker Tor mündet. Wie alle Holzbrücken musste sie häufig erneuert werden, nachdem sie vom Hochwasser oder im Kriege zerstört worden war.
Von 1569 bis 1573 wurde eine steinerne Brücke gebaut, die bis zu ihrem Abbruch im Jahre 1828 überdauert hat.

### Ludwig-Wilhelms-Brücke (1832)
Im Mai 1828 begann der Bau der nach den Königen von Bayern und Württemberg benannten Ludwig-Wilhelms-Brücke an den Widerlagern und mit der Errichtung eines provisorischen Steges über die Donau. Am 15. Oktober 1829 wurde auf beiden Widerlagern eine Grundsteinlegung mit großem Pomp gefeiert, wobei dennoch deutlich wurde, dass die Brücke von Ulm, aber weniger von Neu-Ulm gewünscht war, wo man eher eine Verlagerung des Geschäfts nach Ulm befürchtete. Nach der Fertigstellung der Brücke mit drei steinernen Bögen am 9. Juni 1832 wurde ihre Eröffnung wesentlich schlichter begangen. Sie wurde von bayerischen und württembergischen Mannschaften bewacht. Bis 1890 konnte sie an beiden Enden durch schmiedeeiserne Tore geschlossen werden. Ein dicker Strich in der Mitte der Brücke markierte die Grenze.
Am 24. April 1945, kurz vor dem Ende des Zweiten Weltkrieges und unmittelbar vor der Besetzung durch die US-Armee, wurde auch diese Brücke gesprengt.

### Herdbrücke (1949)
Nach dem Krieg mussten sich die Bewohner zunächst mit einer provisorischen Fußgängerbrücke behelfen. Zwischen 1947 und 1949 wurde die neue Herdbrücke als moderne Spannbetonbrücke nach den Plänen von Willy Stöhr gebaut und am Schwörmontag, dem 8. August 1949, eingeweiht.

#### Sanierung (2016)
Von 19. Juli bis ursprünglich Ende November 2016 wurde die Herdbrücke bei laufendem Betrieb umfangreich saniert. Da bei einer Routineüberprüfung Mängel an der Betonkonstruktion und den Stützen festgestellt worden waren, entschieden sich die beiden Städte Ulm und Neu-Ulm zu einer umfangreichen Sanierung für rund 790.000 Euro anstelle eines Ersatzneubaus, der über vier Millionen Euro gekostet und deutlich größere Einschränkungen mit sich gebracht hätte. Die bereits Jahre zuvor auf 24 Tonnen begrenzte Traglast wird jedoch auch nach der Sanierung bestehen bleiben. Die Sanierung soll die Lebenszeit der Brücke um etwa 25 Jahre verlängern. Der Zustand der Brücke genügt zudem einer perspektivisch angedachten Verlängerung der Straßenbahn Ulm nach Neu-Ulm.
Während der Bauarbeiten wurde ein Kabelstrang der Deutschen Telekom beschädigt, weshalb es in weiten Teilen des Stadtgebiets Neu-Ulm sowie des nördlichen Landkreises zu einem Totalausfall von Telefon- und Internetdiensten kam.
Da die Bauarbeiten bis in den Dezember 2016 hinein andauerten und anschließend aufgrund der Witterungsverhältnisse nicht mehr bis zum Jahresende abgeschlossen werden konnten, wurden die Arbeiten zum 12. Dezember 2016 pausiert und die Fertigstellung ins neue Jahr verschoben. Diese zögerte sich bis in den Mai 2017 hinaus, weil die Schäden am Bauwerk größer waren, als ursprünglich festgestellt. Dadurch erhöhten sich auch die Gesamtkosten auf 1,2 Millionen Euro.